# Татул Пакуриан
Татул Пакуриан (XI—XII в.)— протоновелиссим и князь князей, правитель Мараша (до 1104 года).

## Биография
Татул будучи армянином-халкидонитом происходил из рода Пакурианов. По видимому являлся вассалом Византии, у которой стоял на службе. Судя по ряду оставленных им печатей, протоновелиссимом он мог стать после реформы византийской табели о рангах, предпринятой Алексеем Комнином в конце 80-х гг. XI в., и до появления в Мараше. Точная дата появления Татула в Мараше, правителем которого он был, неизвестна. Правителем  Мараша, он мог стать не ранее 1099 года, когда город был передан крестоносцами Византии. Если учесть, что после поражения византийских войск при Манцикерте, Татул мог остаться в администрации восточных фем войдя в окружение Филарета Варажнуни, то титул архонта архонтов (ишханац ишхан - князя князей) он мог получить от последнего. Тогда после крушения власти Филарета, в Мараше он мог существовать некоторое время как частное лицо, и лишь позже, после введения в город византийского гарнизона, стать наместником Мараша и окружающего его района. Однако не менее вероятно также, и то что он мог появиться в Мараше с армией Вутумита и Монастры.
Летом 1100 года Татул, находясь в Мараше был осажден Боэмундом, вскоре
попавшем в плен к Данышменду, что дало возможность армянскому правителю сохранить контроль над городом. Однако уже в 1104 году, Татул сдал Мараш графу Тель Башира, после чего перебрался в Константинополь. Дальнейшая судьба Татула Пакуриана неизвестна. Находка одной из печатей князя в основанном  Григорием Пакурианом Бачковском монастыре дает возможность предполагать, что перебравшись в Византию он продолжил свою карьеру, поддерживая контакты с фамильным монастырем.